# 장례불교

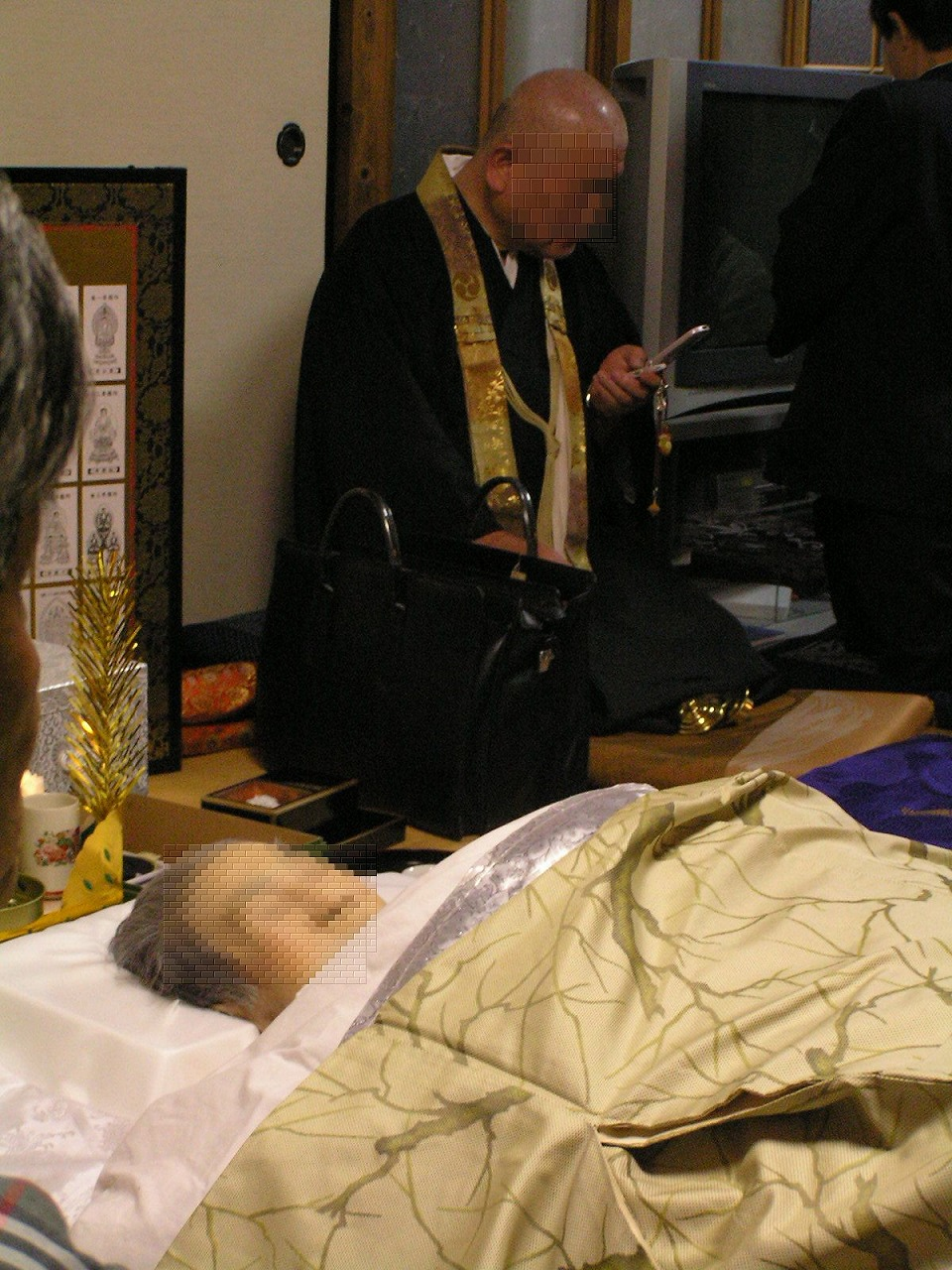
시신옆에서 핸드폰에 열중하는 승려

장례불교(일본어: 葬式仏教)란 본래 불교의 가르침과는 매우 동떨어진 채 장례식의 예법으로서 형식화된 일본의 불교를 야유하는 표현으로 등장한 말이다.

## 특징
본래 불교는 장례예식을 중요시하는 종교가 아니었다.
석가모니는 제자들이 사후의 유해처리문제에 대해 묻자, 불도자는 유해의 공양供養같은 것은 생각지 말고 진리의 추구에 전념해야 한다. 공양은 재가의 신자들이 알아서 해 줄 것이다라고 답했다고 한다. 현재도 스님들이 유해,유골,묘비석등에 관여하지 않는 것은 이 때문이며 일본의 에도시대부터 메이지 시대에 걸쳐서는 옴보隠亡라고 부르는 사람들이 불가에서 이들 장례에 관한 잡무들을 대리,처리하였다. 현재도 35일, 49일등 납골이 이루어지는 경우에는 화장터의 직원이 절까지 출장나와 묘석의 개폐,유족이 유골을 수습할 때의 보조등의 업무를 수행하는 경우가 많다.
그러나 불교가 인도에서 중국으로 전파되어 민중교화에 활용되어가는 과정에서 한漢민족의 도교및 유교에서 비롯되는 선조공양의식및 민간신앙등이 불교와 융합하여 불교가 장례의식에도 관여하게 되었다. 예를 들면, 불교의 위패位牌는 유교장례에 이용되는 신주神主가 변화한 것이라 생각된다.
이렇게 어느 정도 중국화한 불교는 6세기 중엽 백제를 통해 아스카시대에 들어왔다. 불교는 호족들의 마음을 사로잡아 극진히 신앙의 대상이 되었다. 헤이안 시대의 귀족의 장례는 불교사원에서 이루어지고 스님이 염불 및 묘지에 사리탑을 세우는 등 이 시대의 일본장례는 불교의 영향을 크게 받기 시작했다. 가마쿠라 시대에는 서민층에도 불교가 확대되어 서민의 장례에도 불교식 장례법이 침투하였다.
일본불교가 현재의 장례불교화된 가장 큰 계기는 에도시대 전기에 막부가 정한 사청寺請제도에 의한 것이었다. 이 제도는 막부가 크리스트교및 니치렌등의 교파등을 금지하면서 일반인들이 어느 하나의 절을 선택하여 보시할 것이 의무화되었다. 이 제도 이전의 장례에는 촌락의 공동체에서 상부상조하는 것이었지만, 이 제도 이후 장례식에는 스님이 파견되어 장례가 이루어졌다. 또한 이 제도에 의해 절은 일정의 신도및 수입원을 확보하는 한편, 타종파 신도에 대한 포교나 새로운 절의 건립을 금지하였다. 이로 인하여 절은 안정적인 수입원을 유지하게 되어 타성에 젖게 되었고
많은 일본의 절이 세습제인 것도 장례불교화에 일조하였다. 이러한 일본불교의 모습을 비판하면서 등장한 단어가 장례불교이다.
최근 불교내부에서도 자성이 촉구되고 있으며, 전통적 교파에 속하는 사원에서도 등교거부나 자살방지등 사회문제에 파고들거나 종교적인 관점에서 청소년 문제의 상담을 하거나 하는 모습이 보이고 있다. 또한 일본전통불교에 실망한 사람들중에는 기성교파의 틀을 깬 활동이나, 해외의 불교에 눈을 돌리는 사람들도 있다.
단, 근래에는 인구과소화및 도시화, 장례방식의 변화등으로 관할구역내에서의 장례식만으로는 재정자립이 불가능한
절도 많다.

## 관련 기사
- 폐불훼석